# Championnat du pays de Galles féminin de football 2019-2020
Navigation
Édition précédente Édition suivante
La saison 2019-2020 du Championnat du pays de Galles féminin de football Welsh Premier League est la onzième saison du championnat. Le Cardiff Met Women's Football Club vainqueur du championnat précédent remet son titre en jeu.
Le 13 mars, le championnat est suspendu en raison de la pandémie de coronavirus, avant d'être définitivement arrêté le 19 mai 2020.
Le Swansea City LFC remporte ainsi son quatrième titre.

## Organisation
La compétition s'organise en une poule de championnat dans laquelle chaque équipe rencontre deux fois chacune de ses opposantes, une fois à domicile et une fois à l’extérieur.

## Participantes
Ce tableau présente les neuf équipes qualifiées pour disputer le championnat 2019-2020. On y trouve le nom des clubs, le nom des entraîneurs et leur nationalité, la date de création du club, l'année de la dernière montée au sein de l'élite, le nom des stades ainsi que la capacité de ces derniers.
| \| Cardiff Met Swansea City Cardiff City Port Talbot Abergavenny Llandudno Cyncoed Briton Ferry Aberystwyth \| Localisation des clubs engagés dans le championnat. |
| Cardiff Met Swansea City Cardiff City Port Talbot Abergavenny Llandudno Cyncoed Briton Ferry Aberystwyth                                                           |

| Nom du club                                   | Entraîneur | Date de création | Dernière montée | Stade                                        | Capacité |
| --------------------------------------------- | ---------- | ---------------- | --------------- | -------------------------------------------- | -------- |
| Abergavenny Women Football Club               |            |                  |                 | Pen-Y-Pound Stadium                          |          |
| Aberystwyth Town Ladies Football Club         |            |                  |                 | Park Avenue                                  |          |
| Briton Ferry Llansawel Athletic Football Club |            |                  |                 | Old Road                                     |          |
| Cardiff City Football Club                    |            |                  |                 | Leckwith Athletics Stadium                   |          |
| Cardiff Met Women's Football Club             |            |                  |                 | Cardiff Metropolitan University              |          |
| Cyncoed Ladies Football Club                  |            |                  |                 | Cardiff University Playing Fields Llanrumney |          |
| Llandudno Ladies Football Club                |            |                  |                 | Maesdu Park                                  |          |
| Port Talbot Town Ladies Football Club         |            |                  |                 | The Genquip Stadium                          |          |
| Swansea City Ladies Football Club             |            |                  |                 | Llandarcy Academy of Sport                   | 2 000    |

## Compétition
En raison de la pandémie de Covid-19, le championnat est officiellement arrêté le 19 mai. Le classement est réalisé selon le quotient des points par match pour tenir compte des équipes ayant un match de retard. Le premier obtient le titre de champion et se qualifie pour la Ligue des champions Les promotions/relégations seront décidées ultérieurement.

### Classement
| Rang | Équipe                  | Pts        | J  | G  | N | P  | Bp | Bc | Diff |
| ---- | ----------------------- | ---------- | -- | -- | - | -- | -- | -- | ---- |
| 1    | Swansea City Ladies     | 31 (2,82)  | 11 | 10 | 1 | 0  | 30 | 1  | +29  |
| 2    | Cardiff Met T           | 27 (2,45)  | 11 | 9  | 0 | 2  | 25 | 4  | +21  |
| 3    | Cardiff City            | 22 (2,20)  | 10 | 7  | 1 | 2  | 25 | 9  | +16  |
| 4    | Port Talbot Town Ladies | 21 (1,75)  | 12 | 7  | 0 | 5  | 24 | 18 | +6   |
| 5    | Cyncoed LFC             | 11 (1,00)  | 11 | 3  | 2 | 6  | 12 | 26 | -14  |
| 6    | Briton Ferry Llansawel  | 4 (0,50)   | 8  | 1  | 1 | 6  | 8  | 19 | -11  |
| 7    | Abergavenny WFC         | 4 (0,44)   | 9  | 1  | 1 | 7  | 4  | 23 | -19  |
| 8    | Aberystwyth Town Ladies | -3 (-0,30) | 10 | 0  | 0 | 10 | 5  | 33 | -28  |
| 9    | Llandudno LFC           |            |    |    |   |    |    |    |      |

| Légende : Qualifications et relégations | Légende : Qualifications et relégations                                                                                             |
| --------------------------------------- | --- |
|                                         | Ligue des champions féminine de l'UEFA 2020-2021                                                                                    |
|                                         | T : Tenant du titre P : Promu C : Vainqueur de la Coupe du pays de Galles 2019-2020 L : Vainqueur de la Coupe de la Ligue 2019-2020 |

Après 6 journées de championnat Llandudno LFC se retire de la compétition. Tous ses résultats sont annulés.

## Bilan de la saison
| Championnat du pays de Galles féminin de football 2019-2020   |                         |
| Champion                                                      | Swansea City (4e titre) |
| Dauphin                                                       | Cardiff Met             |
| Qualifications continentales                                  |                         |
| Ligue des champions féminine de l'UEFA 2020-2021              | Swansea City            |
| Promotions et relégations                                     |                         |
| Promus en Championnat du pays de Galles féminin de football   | Cascade YC              |
| Relégués en Championnat du pays de Galles féminin de football |                         |